# دولة جزرية

الدول الجزر في العالم

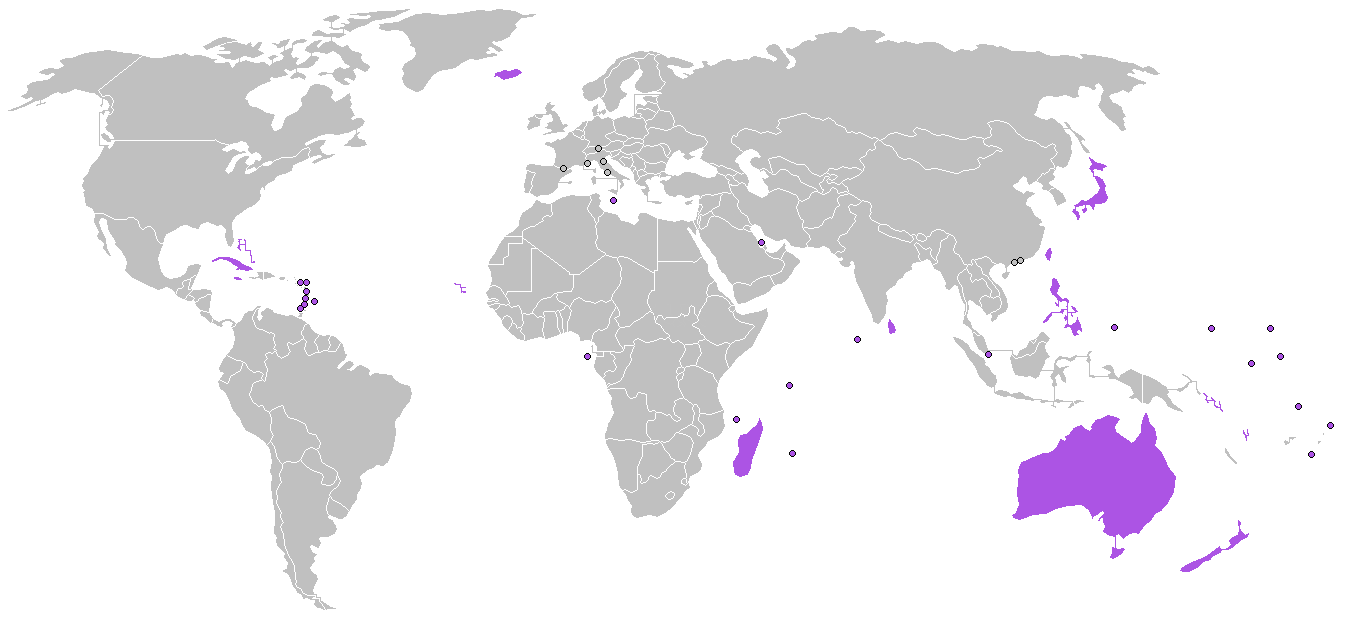
دول بدون حدود برية

الدَّوْلَةُ الجَزَرِيَّةُ هي البلد الذي تتكون أراضيه الرئيسية من جزيرة واحأدة و أكثر أو من أجزاء من الجزر. في عام 1996، كانت 25.2% من البلدان المستقلة بلدانًا جُزرية.

## السياسة
تاريخيًا، كانت البلدان الجزرية أقل عرضة لعدم الاستقرار السياسي مقارنة بالبلدان القارية. إذ أن النسبة المئوية للبلدان الجزرية الديمقراطية أعلى من البلدان القارية.

## الحروب
كانت البلدان الجزرية في كثير من الأحيان أساس الغزو البحري والتنافس التاريخي بين البلدان الأخرى. وهي أكثر عرضة للهجوم من قِبَل الدول القارية الأكبر بسبب حجمها واعتمادها على خطوط الاتصال البحرية والجوية. مثلما أنها معرضة أيضًا لهجمات المرتزقة وغيرهم من الغزاة الأجانب، وتجعل العزلة من هذه البلدان أيضًا هدفًا صعبًا.

## الموارد الطبيعية
تعتمد العديد من البلدان الجزرية على الأسماك كمصدر للغذاء بشكل رئيسي. وتتجه بعض هذه البلدان إلى استخدام الطاقة المتجددة -مثل طاقة الرياح والطاقة المائية والكهرباء الحرارية الأرضية والديزل الحيوي المصنع من زيت جوز الهند- لحماية أنفسها من الزيادات المحتملة في أسعار النفط.

## الجغرافيا
تتأثر بعض البلدان الجزرية أكثر من غيرها بتغير المناخ، الأمر الذي تنتج عنه مشاكل مثل انخفاض استخدام الأراضي وندرة المياه ومشكلات تخص إعادة التوطين في بعض الأحيان. تُغمر بعض البلدان الجزرية المنخفضة ببطء بسبب ارتفاع منسوب المياه في المحيط الهادئ. يؤثر تغير المناخ أيضًا على البلدان الجزرية عن طريق التسبب بكوارث طبيعية مثل الأعاصير المدارية والسيول والقحط. في عام 2011، عقد مركز قوانين تغير المناخ (سي سي سي إل) مؤتمرًا حضره 272 مندوبًا من 39 دولة جزرية بعنوان القضايا القانونية للدول الجزرية المهددة.

## الاقتصاد
تعتمد العديد من البلدان الجزرية على الواردات بشكل كبير وتتأثر بشدة بالتغيرات في الاقتصاد العالمي. نظرًا إلى طبيعة البلدان الجزرية، غالبًا ما تتميز اقتصاداتها بأنها أصغر، ومعزولة نسبيًّا عن التجارة والاقتصاد العالميَّين، وأكثر عرضة لتكاليف الشحن، وأكثر احتمالية بأن تتعرض لأضرار بيئية في البنية التحتية؛ باستثناء كل من اليابان والمملكة المتحدة. بالإضافة إلى هيمنة السياحة على الصناعة في العديد من البلدان الجزرية.

## التكوين
عادةً ما تكون البلدان الجزرية صغيرة وذات عدد سكان منخفض، على الرغم من أن بعضها -مثل إندونيسيا والفلبين واليابان- استثناءات بارزة.
تتركز بعض الدول الجزرية في جزيرة أو جزيرتين رئيسيتين، مثل المملكة المتحدة وترينيداد وتوباغو ونيوزيلندا وكوبا والبحرين وسنغافورة وآيسلندا ومالطا وتايوان. وتنتشر بلدان جزرية أخرى على المئات أو الآلاف من الجزر الصغيرة، مثل إندونيسيا والفلبين وجزر الباهاماس وسيشل وجزر المالديف. وتتقاسم بعض البلدان الجزرية جزيرة واحدة أو أكثر من جزرها مع بلدان أخرى، مثل المملكة المتحدة وأيرلندا؛ وهايتي وجمهورية الدومينيكان؛ وإندونيسيا، التي تشترك بالجزر مع بابوا غينيا الجديدة وبروناي وتيمور الشرقية وماليزيا. وتربط كلًا من البحرين وسنغافورة والمملكة المتحدة روابط ثابتة مثل الجسور والأنفاق بالكتلة الأرضية القارية: ترتبط البحرين بالمملكة العربية السعودية عن طريق جسر الملك فهد، وترتبط سنغافورة بماليزيا بواسطة جسر جوهور -سنغافورة، والجسر الثاني، أما المملكة المتحدة فتصل سكتها الحديدية إلى فرنسا عبر نفق المانش.
جغرافيًا، تعتبر دولة أستراليا كتلة أرضية قارية بدلًا من جزيرة، إذ تغطي المساحة الأرضية الأكبر من القارة الأسترالية. في الماضي، كانت تُعتبر دولة جزرية لأغراض السياحة (من بين أمور أخرى) ويشار إليها أحيانًا على هذا النحو.